# آی‌سی‌جی‌وی اگیر
آی‌سی‌جی‌وی اگیر (به انگلیسی: ICGV Ægir) یک کشتی است که طول آن ۲۲۹ فوت ۱ اینچ (۶۹٫۸۲ متر) می‌باشد. این کشتی در سال ۱۹۶۷ ساخته شد.